# I Feel So Bad (chanson de Kungs)
Singles par Kungs
Don't You Know
(2016) You Remain
(2016)
I Feel So Bad  est le troisième single de Kungs en collaboration avec the Ephemerals.

## Clip
Le clip de I Feel So Bad est sorti le 3 novembre 2016 sur la plateforme YouTube.

## Classements et certifications

### Classements
| Classements                             | Meilleure place |
| --------------------------------------- | --------------- |
| Allemagne (Media Control AG)            | 88              |
| Belgique (Flandre Ultratop 50 Singles)  | 43              |
| Belgique (Wallonie Ultratop 50 Singles) | 18              |
| France (SNEP)                           | 3               |
| Suisse (Schweizer Hitparade)            | 52              |

### Certifications
En 2018 le titre est certifié disque de diamant.